# Альфусайней Джатта
Альфусайней Джатта (англ. Alfusainey Jatta, нар. 5 серпня 1999, Абуко) — гамбійський футболіст, півзахисник латвійського клубу РФШ.
Володар Кубка Латвії. Чемпіон Латвії.

## Ігрова кар'єра
Народився 5 серпня 1999 року. 
У дорослому футболі дебютував 2019 року виступами за чеську команду «Вишков». 
Привернув увагу представників тренерського штабу клубу «Норт-Тексас», до складу якого приєднався на умовах оренди 2019 року. Відіграв за команду з Арлінгтона менше одного року своєї ігрової кар'єри. Більшість часу, проведеного у складі «Норт-Тексас», був основним гравцем команди.
У 2019 році повернувся до клубу «Вишков». Цього разу провів у складі його команди один сезон. 
З 2020 року один сезон захищав кольори клубу «Пінцгау Саальфельден». 
До складу клубу РФШ приєднався 2021 року. Станом на 12 листопада 2022 року відіграв за ризький клуб 30 матчів у національному чемпіонаті.

## Титули і досягнення
- Володар Кубка Латвії (1):

РФШ: 2021
- Чемпіон Латвії (1):

РФШ: 2021